# BOB ABeh 4/4 II
Die ABeh 4/4 II sind meterspurige Elektrotriebwagen der Berner Oberland-Bahn (BOB) in der Schweiz für gemischten Adhäsions- und Zahnradbetrieb, hergestellt von der Schweizerischen Lokomotiv- und Maschinenfabrik und von Brown, Boveri & Cie.

## Geschichte
Die BOB bestellte 1985 drei weitere Triebwagen als Nachfolger für die ABeh 4/4 I aus den Jahren 1965 und 1979.
Im Jahre 1986 wurden die drei neuen Triebwagen ABeh 4/4 II (311–313) abgeliefert. Sie können zusammen mit den Steuerwagen BDt 401–403 als Pendelzüge verkehren und in der Nebensaison im Frühling und Herbst fast den ganzen Betrieb alleine abwickeln. Durch die Ablieferung der drei ABeh 4/4 II wurden die drei ABDeh 4/4 aus dem Jahr 1949 nicht mehr benötigt und aus dem regulären Personenverkehr zurückgezogen.

## Betrieb
Als im Jahre 2017 die neuen Triebzüge der Bauart ABDeh 8/8 abgeliefert wurden, wurden die ABeh 4/4 aus dem fahrplanmässigen Einsatz zurückgezogen. Falls einer der neuen Triebzüge ausfallen sollte, übernimmt einer der ABeh 4/4 II dessen Fahrleistung.
| Betriebs- nummer | Inbetrieb- nahme | Bild des Fahrzeugs | Wappen | Name          | Status                                              |
| ---------------- | ---------------- | ------------------ | ------ | ------------- | --------------------------------------------------- |
| 311              | 1986             |                    |        | Grindelwald   | Umgebaut, Ersatz für Triebzüge                      |
| 312              | 1986             |                    |        | Interlaken    | Umgebaut                                            |
| 313              | 1986             |                    |        | Lauterbrunnen | Kollision Umler August 2003, Umbau 2021, in Betrieb |